# Expeditionary Tank
Expeditionary Tank був американським легким танком розробленим на конкурс Armored Gun System у 1980-х компанією Teledyne Vehicle Systems (тепер L3 Communications Combat Propulsion Systems).

## Розробка
Наприкінці сімдесятих Teledyne Vehicle Systems провела ряд досліджень на високомобільних легких гусеничних транспортних засобах, які можна було б використовувати у різних цілях. Тестування тривало з 1980 до 1981. У 1982 було остаточно створено конструкцію. Танк було зроблено до конкурсу Armored Gun System (AGS). Перший прототип було закінчено у грудні 1983, башта була закінчена у середині 1984.
У жовтні того ж року проходили тести у тестовому центрі мобільності й надійності у Неваді, у квітні 1985 було поєднано корпус та башту. Через місяць, у травні, танк було вперше презентовано на броньовій конференції армії США у Форті Нокс. 
У 1986 було проведені пробні стрільби. У 1992 Expeditionary Tank програв конкурс AGS United Defense CCV-L який отримав назву M8 Armored Gun System. Expeditionary Tank та його башта пропонувалися на експорт компанією Teledyne, а потім General Dynamics, але жодних замовлень не було.

## Конструкція

### Корпус
Expeditionary Tank впізнаний за своєю великою баштою EGT (External Gun Turret, вона була особливою рисою танка на конкурсі AGS), пласкою лінією даху та дуже довгим і невеликим лобовим нахилом. Екіпаж знаходився всередині, малого, броньованого відсіку у кормовій частині танку. Ведучі колеса розташовувалися попереду, лінивці позаду і з кожного боку було розташовано 5 котків. Через те, що на офіційних фотографіях Expeditionary Tank має захисні екрани, не відомо, чи має він опорні котки, чи ні (і яку кількість), але висота гусениць дає право припустити, що вони є.

### Озброєння
Головним озброєнням є нарізна гармата M35 105 мм/L52, з малою віддачею. Подача снарядів у гармату здійснювалася з барабанного автомата заряджання на 9 снарядів. Додатковим озброєнням був кулемет 7,62 мм M240, з боєкомплектом на 400 набоїв. Додатковий боєкомплект, 26 105 мм снарядів та 3600 7,62 мм набоїв, зберігалися у контейнерів у задній частині корпусу. Робота автоматики була проблематична. Закріплений збоку башти кулемет M240 не був спареним, через, що його точність, стабільність та керування залишали бажати кращого. Зовнішня гарматна башта не була стабілізованою, і будь-які перезаряджання, відновлення або заклинювання можна було робити стоячи на даху танку абсолютно незахищено. Основними проблемами автомата заряджання і кулемета були часті заклинювання — тенденція яка існує і досі, після закриття проєкту Expeditionary Tank, у Stryker MGS.

### Електроніка
Електроніка Expeditionary Tank була такою ж як і у більшості танків того часу: цифровий комп'ютер керування вогнем M21, лазерний далекомір AN/VVG-2 та термальну тепловізійну систему AN/TAS-4. Водій використовував променистий перископ AN/VVS-2 (V) для використання при слабкому освітленні.

### Захист
Захист Expeditionary Tank складався зі сталевої броні високої твердості, яка захищала від стрілецької зброї, осколків і вибухової хвилі. Можна було встановити додаткову броню, яка була розроблена для встановлення у польових умовах без спеціальних інструментів, а також було встановлено захисні екрани. Стандартом були система пожежогасіння Halon 1301 та ПАЗ. Екіпаж розташовувався у броньованій капсулі у кормі танка; вони мали чудовий захист, але через це було обмежено огляд спереду.

### Рушій
На танку було встановлено дизельний двигун Cummins VTA-903T Diesel V8, потужністю приблизно 495 к.с, поєднаний з автоматичною трансмісією General Electric HMPT-500 з 3 передніми та 1 задньою передачею. Об'єм внутрішнього паливного бака Expeditionary Tank становив 643 літри. Підвіска була торсіонна з гідропневматичними розпірками, що забезпечувало плавний хід, а також пом'якшувало удар при посадці на парашуті.

### Мобільність
Танк було пристосовано для транспортування літаками C-130 Hercules або C-141 Starlifter. Для забезпечення високого рівня захисту, попри малу вагу передньої частини, танк мав броньований відсік екіпажу, за яким було розташовано рушійний блок. Екіпаж танка складався з двох осіб, обидва розташовувалися у корпусі. Водій сидів спереду ліворуч. Танк мав подвійне дно для захисту від мін.

## Наступники
Башта розроблена для цього танку використана у M1128 Mobile Gun System. Автомат заряджання був складним і потребував перероблення.